# Muscle élévateur du voile du palais
Le muscle élévateur du voile du palais (ou muscle péristaphylin interne ou muscle pétro-salpingo-staphylin ou muscle pétro-staphylin) est un muscle du palais mou intervenant dans la déglutition, la phonation et la protection des voies respiratoires.

## Origine
Le muscle élévateur du voile du palais nait de la partie pétreuse de l'os temporal en avant et en dehors de l'orifice inférieur du canal carotidien et de la partie inférieure des segments osseux et cartilagineux du tube auditif.

## Trajet
Le muscle élévateur du voile du palais se dirige en bas, en dedans et en avant jusqu'à l'orifice pharyngé du tube auditif.

## Insertion
Le muscle élévateur du voile du palais se termine au-dessus de l'aponévrose palatine en s'entrecroisant avec son homologue controlatéral.

## Innervation
Le muscle élévateur du voile du palais est innervé par le nerf vague (Xe paire des nerfs crâniens).

## Fonction
Le muscle élévateur du voile du palais élève le voile du palais et ouvre le tube auditif.